# Tiheäsaari (ö i Södra Savolax)
Tiheäsaari är en ö i Finland. Den ligger i sjön Haukivesi och i kommunen Nyslott i  landskapet Södra Savolax, i den sydöstra delen av landet, 280 km nordost om huvudstaden Helsingfors. Öns area är 2,24 kvadratkilometer och dess största längd är 2,9 kilometer i öst-västlig riktning.